# Stechfische
Die Stechfische (Minous) sind eine Gattung aus der Unterfamilie der Teufelsfische (Choridactylinae) in der Familie Synanceiidae.

## Merkmale
Stechfische werden 7,5 bis 15 cm lang. Ihr Körper ist glatt und ohne Stacheln oder Hautanhängsel. Die untersten Flossenstrahlen ihrer Brustflossen sind von den übrigen elf Flossenstrahlen isoliert und können genutzt werden, um über den Meeresboden nach Art der Knurrhähne zu „laufen“. Ihre Spitzen sind dazu mit eigenartigen „Kappen“ versehen. Die Rückenflosse wird von 8 bis 12 Flossenstacheln und 10 bis 14 Weichstrahlen gestützt (bei einer Art 4 Stacheln und 18 Weichstrahlen). Die Afterflosse besitzt zwei Flossenstacheln und 7 bis 11 Weichstrahlen, die Bauchflossen einen Stachel und fünf Weichstrahlen. Alle Weichstrahlen sind ungeteilt. Die Anzahl der Wirbel liegt bei 24 bis 27. Eine Schwimmblase kann vorhanden sein oder fehlen.

## Giftigkeit
Stechfische (englisch sting fish) enthalten wie die verwandten Steinfische (Synanceiinae) in ihren Flossenstrahlen Gift, welches einen Prädator bei einem Biss vergiften kann.

## Verbreitung
Stechfische kommen in Tiefen von 10 bis 420 Metern auf sandigen und schlammigen Meeresböden im tropischen Indopazifik vor.

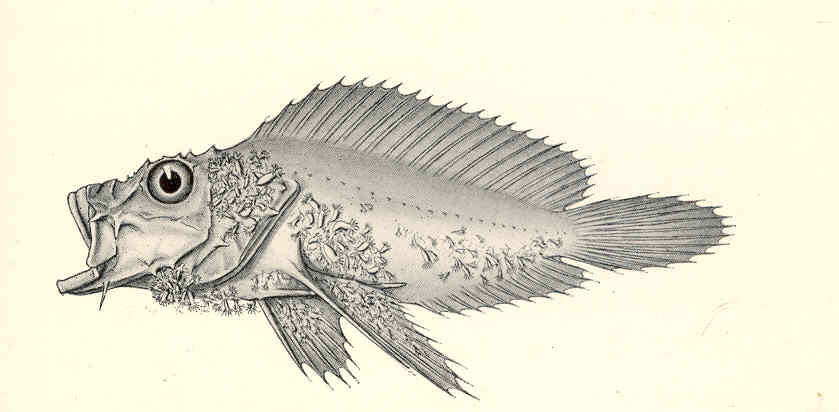
Minous inermis

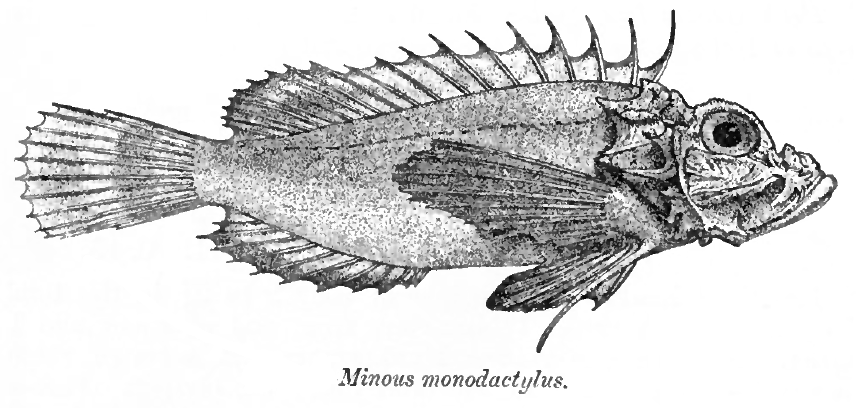
Minous monodactylus, die Typusart der Gattung

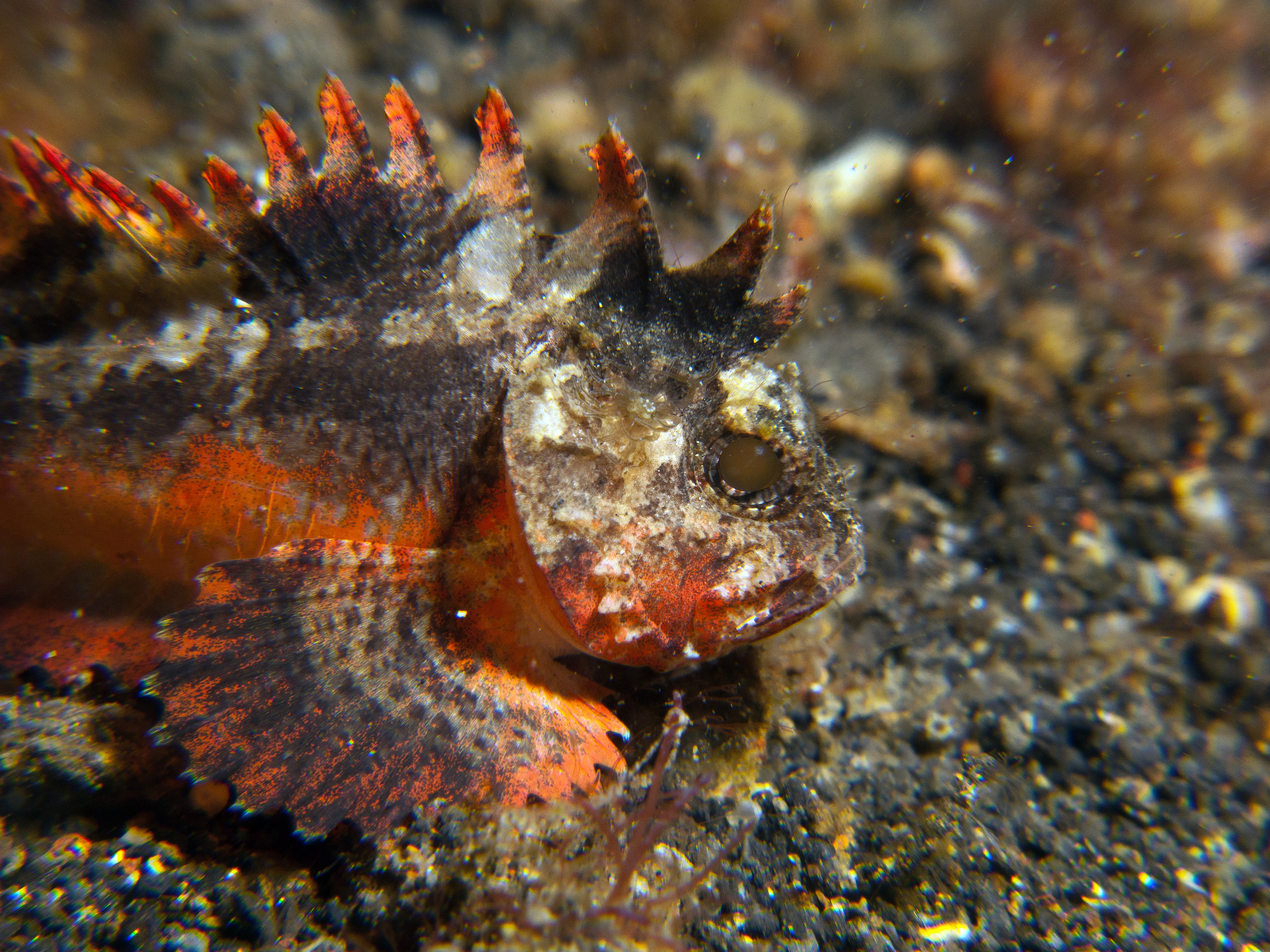
Minous pictus

## Arten
Fishbase listet zwölf Arten. Dazu kommen drei weitere, die Mitte 2018 beschrieben wurden.
- Minous andriashevi Mandrytsa, 1990
- Minous coccineus Alcock, 1890
- Minous dempsterae Eschmeyer, Hallacher & Rama-Rao, 1979
- Minous groeneveldi Matsunuma & Motomura, 2018[4]
- Minous inermis Alcock, 1889
- Minous longimanus Regan, 1908
- Minous monodactylus (Bloch & Schneider, 1801)
- Minous pictus Günther, 1880
- Minous pusillus Temminck & Schlegel, 1843
- Minous quincarinatus (Fowler, 1943)
- Minous radiatus Matsunuma & Motomura, 2018[4]
- Minous roseus Matsunuma & Motomura, 2018[4]
- Minous trachycephalus (Bleeker, 1854)
- Minous usachevi Mandrytsa, 1993
- Minous versicolor Ogilby, 1910